# 安住紳一郎
安住 紳一郎（あずみ しんいちろう、1973年8月3日 - ）は、TBSテレビのエグゼクティブアナウンサー。

## 来歴

### 生い立ち、教育、学生時代の活動など
北海道帯広市生まれ。両親ともに砂糖工場の経理係。網走郡美幌町で小学2年まで育ち、その後、河西郡芽室町へ移りそこで育つ。小学生の頃、少年野球チーム“芽室ジャガーズ”のメンバーであった。
芽室町立芽室中学校を経て、北海道帯広柏葉高等学校に進学。3年生の一時期は親の仕事の都合で一人暮らしをしていた。その後、代々木ゼミナール札幌校に通いながらの浪人生活を経て、明治大学文学部文学科へ進学。明治大学文学部在学中は齋藤孝ゼミナールに所属（齋藤とは『情報7daysニュースキャスター』で共演し、齋藤はレギュラーコメンテーターとして出演することになる）。1997年3月、同大学同学科を卒業。
中学校・高等学校国語科の教員免許取得、話しことば検定1級取得。姉と同じ教師を志望し教育実習も済ませた上で就職する高校も決まっていたが、大学の掲示板でアナウンサー募集のポスターをたまたま見かけたことがきっかけとなり、「教師とアナウンサーには『一対多数のコミュニケーション』という共通項があり、教師になるための勉強につながる」と考え、記念受験のつもりでアナウンサー試験を受けることにした。就職活動の履歴書用の写真は山の上ホテルの写真室で撮影した。TBS（現・TBSホールディングス）、日本テレビ、フジテレビ、テレビ朝日のアナウンサー試験を受け、日本テレビは書類選考で不採用、テレビ朝日は最終選考前に不採用、TBSとフジテレビは１次選考を通過したが、フジは人事部長への連絡が遅くなったため不採用、TBSのみ最終選考で合格した。

### 職務経歴
1997年4月、アナウンサーとしてTBSに入社。1997年には『情報!もぎたてサラダ』、『はなまるマーケット』で「はなまるエプロン隊」役で出演。1998年からは『ジャスト』の水、木、金曜に出演（〜2005年）。1999年からは『さんまのSUPERからくりTV』（〜2014年）など。→テレビ
2002年には『おはよう!グッデイ』の「レシート拝見コーナー」で出演。同年の夏クールに放送された『ぼくが地球を救う』、同年冬クールに放送された『木更津キャッツアイ』最終回の2作品にも本人役で出演。2003年、ドラマ『GOOD LUCK!!』では本人の名をもじったパイロットの「安住龍二郎」役として起用され出演。
2004年10月1日より組織改編でTBSテレビに出向。2006年5月から7月に放送された『愛の劇場・吾輩は主婦である』では、回想シーンに登場する若き日の夏目漱石を演じた。2009年4月1日、TBSグループの放送持株会社移行の際にTBSテレビへ自動的に転籍。2018年、初代「しょうゆ大使」に就任。
2019年7月1日付で、所属部署（TBSテレビ総合編成本部アナウンスセンター）での役職が「局次長待遇」に変更。部長職を経ずに上位のポストへ昇進したため、安住は後に「二階級特進というね、殉職級の昇進」 と振り返っている。さらに、翌2020年には「局長待遇」への昇進を果たした。
2021年10月4日（放送上は同月1日）からは、平日早朝の生放送番組『THE TIME,』（5:20 - 8:00）で月曜〜木曜総合司会を担当中。TBSテレビの制作・全国ネット向けの生放送による帯番組のキャスターをレギュラーで担当することは、『ジャスト』の終了（2005年3月）以来16年半振りである。ただし、生放送による他のレギュラー番組（土曜日夜の『情報7daysニュースキャスター』と日曜日午前中の『日曜天国』）への出演も続けることから、『THE TIME,』への出演をあらかじめ週4日（月 - 木曜日）に限定。収録によるレギュラー番組については、『中居正広の金曜日のスマイルたちへ』の出演を続ける一方で、長時間のロケ収録を伴う『ぴったんこカン・カン』が2021年9月24日で終了した。
2023年7月1日付で、TBSテレビにおける役職が「総合編成本部 アナウンスセンター 役員待遇 エキスパート職」に変更された。同社のアナウンサー経験者でアナウンス関連以外の部署への異動を経ずに現職の者が役員に相当する地位（役員待遇）にまで昇進したのは安住が初めてである。2024年1月1日の部署改組に伴い役職が「コンテンツ戦略本部 アナウンスセンター 役員待遇 エキスパート職」に再変更。

## 人物

### 人気度
2000年代から、TBSの「看板アナウンサー」と位置づけられており、オリコンが実施した「好きな男性アナウンサーランキング」で5回連続1位になり、2009年に殿堂入りを果たした。2025年4月24日、ORICON NEWSにて『第11回“朝の顔”ランキング』で第1位となった。
コンタクトレンズを着用しているが普段は眼鏡姿であり、直毛に矯正しているが地毛は天然パーマである。

### 呼ばれ方
安住は「安住紳一郎」とフルネームで呼ばれたり「安住アナ」などと呼ばれることが多い。ネット上ではファンや視聴者などから「アズミン」や、その時の役職に応じて、「安住係長」「安住部長」「安住副部長」「安住部次長」「安住局次長」「安住局長」「安住役員待遇」と呼ばれることがある。。役職名だけで呼ばれることもある。

### 趣味
- ファッション情報番組の『ファッション通信』を必ず見ていた。様々なブランドを挙げて、歴史やロゴについて詳しく説明するほど「アパレルに対してはかなり造詣が深いんですね」と『安住紳一郎の日曜天国』（TBSラジオ）で述べている[21][22]。
- 好きな花はハクモクレンである[23]。
- 醤油が好きで全国の醤油ラベルを集めたり、ワインのラベル用のアルバムにテイストや産地を詳しく書き留めている。その活動を『安住紳一郎の日曜天国』で度々トークし、しょうゆの魅力を広めてきた功績が認められ日本醤油協会公式の初代「しょうゆ大使」に委嘱された[13]。
- 横浜DeNAベイスターズ[注 4]のファンであることを公言している[24]。

### アルバイト歴
- 大学時代にデニーズ西浦和店で働いていた。自身が「埼玉のナタデココブームの立役者」だと話している[25]。

### SNS
2023年6月現在、TwitterなどのSNSは、見ることはあるものの自身の公式アカウントは持っていない。2023年6月ごろ、Twitter上にあった自身を装う偽アカウントについて『安住紳一郎の日曜天国』内で言及し、その後そのアカウントが削除された。

### 影響を受けた人物
影響を受けたアナウンサーは久米宏、古舘伊知郎、またスポーツアナウンサーとして松下賢次や初田啓介を挙げた他、地元・北海道に居た頃に聞いたSTVラジオ（旧札幌テレビ放送ラジオ局）『アタックヤング』に出演していた木村洋二のタレントと違う社会やサラリーマンとしての悲哀の語りに魅力を感じたと述べている。

### 同窓生、同僚、交友関係など
- 大泉洋とは、浪人時に代々木ゼミナール札幌校で同級生だった[29]。
- TBSの同期にはアナウンサーの伊藤隆太・小倉弘子[30][31]、他職では石丸彰彦（ドラマプロデューサー）、竹内由布子がいる。
- 後輩で、TBSアナウンサーだった田中みな実が在局中、田中の仕事を巡って安住が注意をしたところ、互いに険悪な雰囲気となり、1年半の期間も口をきいていなかったが、安住がデスクワーク中に煎餅を食べていたところ、田中が久しぶりに「私にもお煎餅を1枚いただけますか」と口を開き、お菓子の誘惑でわだかまりがとけたエピソードが語られている[32]。
- 今まで交際してきた女性たちは「アパレル関係の方」と公表している。
- 明治大学文学部の同級生に音楽プロデューサーの田家大知がおり、二人で旅行に行くほどに仲良くしていた[33]。

### 生き残り法
「社内で生き残るために、平均点的な人間になってしまうのを避け（独自の道を進むことに決め）、そのためにあえて、上の人の言うことは聞いてこなかった、編成（局）の言うことを聞かなかった、社長の言うことも聞かなかった」と本人は説明した。「（電子）メールは見ない。ファックスも見ない。電話も出ない」という作戦をとったという。

### 家族・親族
- 2024年1月4日のTHE TIME,にて元フリーアナウンサー、元タレントの西島まどかと結婚したことを発表した[35][t 3]。
- 柏倉早智子（北海道の高校教師、チアリーディング指導者、チアリーディング元日本代表）[37]が姉で、女優の原千晶は従妹である。
- 鳥取県にルーツがあり[38]、父方が鳥取県から北海道に移住して開拓した。
- 祖父は宮城県石巻市出身。祖母は山形県天童市出身。
- 番組内での安住本人の発言によると「先祖は蚊取り線香製造の安住大薬房関係者」という[39]。ちなみに安住大薬房創業者の安住伊三郎は鳥取県八頭郡那岐村大字奥本（現・智頭町）出身で、同地には安住姓が多い。

## 出演番組

### テレビ
レギュラー番組
| 期間       | 期間           | 番組名                           | 役職                                     | 備考 |
| ---------- | -------------- | -------------------------------- | ---------------------------------------- | --- |
| 1997年10月 | 2003年9月      | はなまるマーケット               | 『はなまるエプロン隊』などのコーナー出演 | 入社半年で就任、2014年3月12日の最終回13日前にはゲストとして出演 |
| 1997年10月 | 1998年9月      | 情報!もぎたてサラダ              | 木曜日レギュラー                         | |
| 1998年10月 | 2005年3月      | ジャスト                         | 水〜金曜日メインパーソナリティ           | 『ぴったんこカン★カン』開始後にも引き続き水〜金曜日メインパーソナリティを担当していた。                                                                                                   |
| 1999年10月 | 2008年9月      | さんまのSUPERからくりTV          | 番組企画司会およびキャスター             | 2007年秋以降大江裕と共に全国旅をし、演歌高校生から演歌歌手への企画で歌手になるまで優しく見届ける、2014年9月7日の最終回に出演『情報7daysニュースキャスター』進行就任に伴いレギュラーを降板 |
| 2000年10月 | 2001年3月      | おウチに帰ろう!                  | 司会                                     | |
| 2001年10月 | 2024年12月     | 中居正広の金曜日のスマイルたちへ | 進行役                                   | 『情報7daysニュースキャスター』進行就任に伴い、2008年10月からは不定期にて出演 |
| 2002年4月  | 2003年3月      | おはよう!グッデイ                | 『レシート拝見コーナー』担当             | 当初は総合司会に起用される予定だったが番組スケジュール上による都合に伴い、当時フジテレビを定年退職したての露木茂に番組司会起用を変更                                                      |
| 2003年4月  | 2021年9月      | ぴったんこカン★カン              | 司会                                     | 『THE TIME,』開始による司会就任に伴い終了 |
| 2006年5月  | 2008年10月17日 | ドリーム・プレス社               | 『アルバイト』を肩書きでのレギュラー出演 | 『情報7daysニュースキャスター』進行就任に伴い降板 |
| 2008年10月 | 現在           | 情報7daysニュースキャスター      | 進行役                                   | 途中8年は『新・情報7daysニュースキャスター』を番組タイトルにて放送。 なお、『THE TIME,』開始による司会就任後も引き続き進行役を担当していた。                                              |
| 2019年7月  | 2021年9月      | 東京VICTORY                      | メインキャスター                         | 当初は2020年9月までの予定だったが、新型コロナウイルスによる2020年東京オリンピック・パラリンピックの開催延期に伴い番組放映期間を1年延長して放送『THE TIME,』開始による司会就任に伴い終了   |
| 2021年10月 | 現在           | THE TIME,                        | 月〜木曜日総合司会                       | 場合によって金曜日にも出演する事もある、また、2022年4月以降毎月第4木曜日は番組企画中継に伴い不在                                                                                          |

特別番組・ゲスト出演番組・その他
- 輝く!日本レコード大賞（年に1度開催、2000年 - ）
  - 第42回(2000年)：中継リポーター[42]
  - 第43回(2001年) - 第53回(2011年)：進行アナウンサー
  - 第54回(2012年) - 現在：総合司会
- カネボウ木曜劇場 ぼくが地球を救う第6話（2002年）司会者 役
- 日曜劇場 GOOD LUCK!!（2003年）安住龍二郎 役
- 日曜劇場 官僚たちの夏（2009年7月5日 - 9月20日）ナレーション
- 金曜ドラマ 木更津キャッツアイ最終話（2002年）
- 愛の劇場 吾輩は主婦である（2006年）
- 渡る世間は鬼ばかり 第9シリーズ 最終回（2008年）
- ザ・ベストテン（2000年 - 2004年の復刻版）司会
  - ザ・ベストテン2016（2016年10月31日[43]）司会
- オールスター感謝祭'03春 超豪華!クイズ決定版（2003年3月29日）解答者
- JNN開票ライブ2004（2004年7月11日）
- 25年目の贈る言葉 3年B組金八先生〜涙の卒業式スペシャル（2005年3月25日）ダイジェスト部司会
- 真実の衝撃!筑紫哲也 安住紳一郎の報道2007（2007年12月15日）
- ザ・ドリームプレッシャー
- シリーズ激動の昭和 あの戦争は何だったのか 日米開戦と東條英機（2008年12月24日）第1部司会
- 爆笑問題VS安住紳一郎 平成ニッポン20年史!（2008年12月26日）
- 乱!総選挙2009（2009年8月30日）第1 - 2部メインキャスター
- 新春皇室SP2010 愛子さまと悠仁さま… 未来を担う子ども達へ 美智子さま祈りの言葉（2010年1月6日）司会
- スパモク!! 秋の皇室SP2010 愛子さま悠仁さまへ…美智子さまの愛と真実 心に響く軽井沢夏（2010年10月7日）司会
- ファミ☆ピョン（2011年4月 - 10月、不定期出演）
- 音楽の日（年に1度開催、2011年 - [注 5]）総合司会
- 報道の日 2011 記憶と記録そして願い （2011年12月25日）第4部「明日へ…」司会
- 皇太子さまと雅子さまご結婚20年〜オランダで花咲く未来への道（2013年6月9日）ナビゲーター
- テレビ未来遺産ドラマ特別企画「こうのとりのゆりかご〜『赤ちゃんポスト』の6年間と救われた92の命の未来〜」（2013年11月25日）ナレーター
- 皇后美智子さま傘寿のお祝い〜心よせ続ける愛のうた（2014年10月26日[44]）ナビゲーター、ナレーター
- TBSテレビ60周年特別企画
  - 「ものづくり日本の奇跡」（2015年3月23日 - 3月26日、3月28日） - MC
  - 伝説のドラマ&バラエティー全部見せます!夢共演も大連発SP（2015年10月12日）司会[45]
  - たけし&安住が贈る!「伝説の芸能60年史」（2015年12月26日）司会
- 皇室特別番組 陛下82歳「お気持ち」美智子さまと寄り添い共に開く未来への扉（2016年8月8日）司会
- ものづくり日本の奇跡 日の丸テクノロジーがオリンピックを変えた元気が出る60年物語（2016年9月3日） - MC[46]
- どうぶつ奇想天外!2016（2016年9月21日）司会
- CDTVスペシャル! ハロウィン音楽祭2017（2017年10月25日）総合司会
- 世界ふしぎ大冒険!（2018年3月17日）司会
- 皇室特番“新時代へ”（2018年12月30日）ナビゲーター・ナレーター
- 平成最後の大晦日スペシャル SASUKE2018&ボクシング井岡一翔世界タイトルマッチ（2018年12月31日）総合MC、「SASUKE2018」ファイナルステージ実況
- 皇居千二百年物語 平安から平成、そして新元号へ（BS-TBS、2019年1月11日）司会
- 皇室2019秘蔵映像SP 陛下と美智子さま祈りの60年（BS-TBS、2019年1月19日）ナビゲーター・ナレーション
- 生放送!平成最後の日（2019年4月30日）司会
- 安住紳一郎と2019年上半期のTBS（2019年7月6日未明（5日深夜））
- マラソングランドチャンピオンシップ 東京五輪代表を懸けた運命の決戦へ（2019年9月11日）司会
- SASUKE（2018年・2019年12月31日）生実況
- 生放送!!半沢直樹の恩返し[注 6]（2020年9月6日）進行
- 東大王（2021年4月28日・2021年7月7日）解答者[47][48]
- 2020年東京オリンピック中継（2021年）総合司会
  - 東京五輪プレミアム（2021年）
- 2022年北京オリンピック中継（2022年）総合司会
- 妻、小学生になる。 最終話（2022年3月25日、TBS）- 本人 役
- バレーボールネーションズリーグ2024男子予選ラウンド「日本×イラン」（2024年6月4日）進行
- バレーボールネーションズリーグ2024女子予選ラウンド「日本×韓国」（2024年6月12日）進行

共同中継
- 東京メトロスポーツスペシャル マラソングランドチャンピオンシップ〜東京五輪代表選考レース 男子〜（2019年9月15日、NHK総合（女子）と共同中継）進行
- 民放同時放送 一緒にやろう2020 大発表スペシャル（2020年1月24日）

TBS以外のテレビ番組
- 森田一義アワー 笑っていいとも!（フジテレビ、2008年11月25日放送）「テレフォンショッキング」 - 中居正広からの紹介で出演。他局の現役アナウンサーが出演するのは当時日本テレビアナウンサーだった徳光和夫と小林完吾以来約25年ぶり。お友達紹介では大竹まことを紹介した。
- おはよう朝日です（朝日放送、2010年3月26日放送） - 宮根誠司の出演最終週に当たる3月22日 - 26日には、「おは朝」や宮根に縁があった人物から宮根宛てのビデオメッセージを放送。宮根の卒業日に当たる26日には、『ぴったんこカン・カン』で宮根と共演した安住が（前述）、放送局の壁を越える形でメッセージを寄せた。
- Nコン2010スペシャル 合唱のちから（NHK総合、2010年4月29日放送）
- 沼にハマってきいてみた（NHK Eテレ、2019年7月8日放送[49]）
- BSデジタル20周年YEAR突入記念 BS民放5局共同制作特番「BS5局で生放送!鶴瓶&安住の放送局漫遊記」（BS日テレ・BS朝日・BS-TBS・BSテレ東・BSフジ共同制作、2019年12月1日）総合司会
- 1×8いこうよ!（札幌テレビ、2021年7月4日） - 親交がある大泉洋と、憧れのアナウンサーである木村洋二が出演している番組であり、放送1000回を記念し、系列局の枠[50]を越えてVTR出演。
- アナテレビ（NHK総合、2023年5月3日） - この番組では、NHKから高瀬耕造（放送時点は大阪放送局在籍）、日本テレビから水卜麻美、テレビ朝日から大下容子、テレビ東京から松丸友紀、フジテレビから伊藤利尋が出演した[51]。

### ラジオ
- 安住紳一郎の日曜天国（2005年4月10日 - 、日曜日10：00） - メインパーソナリティー
- 芹ゆう子 お気づきかしら(仮)（2025年4月6日 - 、日曜日5：05 - 5:15） - パーソナリティー（“芹ゆう子”名義）[注 7][52][53]兼聞き手（安住紳一郎として）

TBS以外のラジオ番組
- MBSラジオ亥の一番! 次は〜新福島! 猪（ちょ）ベリグ大新年会!（毎日放送、2019年1月1日） - 自身が夏季休暇を取っていた2018年10月7日放送分『安住紳一郎の日曜天国』のパーソナリティ代理を同局アナウンサーの福島暢啓に依頼した縁で、同年12月に毎日放送本社（大阪市北区）で収録された福島との対談パートに出演。
- LILY' S TONE（J-WAVE、2022年6月5日）

## 映画
- MUSLE HEAT（2002年10月26日公開、監督：下山天、東宝） - 日本のニュースキャスター 役[54]
- あずみ2 Death or Love（2005年3月12日公開、監督：金子修介、東宝） - 天海の侍 役[55]
- のぼうの城（2012年11月2日公開、監督：犬童一心、東宝 / アスミック・エース） - ナレーション[56]

## 広告
- アサヒ飲料、十六茶（2010年）ナレーション - 映画『ハナミズキ』とのコラボレーションCM。

## その他
- 没後120年 ゴッホ展（国立新美術館 2010年10月1日 - 12月20日、九州国立博物館 2011年1月1日 - 2月13日、名古屋市美術館 2011年2月22日 - 4月10日）音声ガイド ナレーション[57]
- TBS系SDGsプロジェクト 地球を笑顔にするWEEK（TBS） - キャンペーン大使
  - 第1弾（2020年11月23日 - 11月29日）[58][注 8]
  - 第2弾（2021年4月26日 - 5月5日）[59][注 9]

## ビブリオグラフィ

### 著書
- 『局アナ 安住紳一郎』 2006年4月、小学館、ISBN 4-09-387641-X、ISBN 978-409-387641-4。
- 『話すチカラ』 2020年2月、ダイヤモンド社 - 齋藤孝との共著[60] ISBN 978-4-478-10981-6
- 『マンガでわかる 話すチカラ』2021年3月、ダイヤモンド社 - 齋藤孝との共著 ISBN 978-4-478-11263-2

## 受賞歴

### 2002年
- 第27回（2001年度） アノンシスト賞（テレビ「フリートーク」部門）

### 2008年
- 第33回（2007年度） アノンシスト賞 （ラジオ「フリートーク」部門）最優秀賞

### 2016年
- 第19回 みうらじゅん賞[61]

### 2019年
- 第27回 橋田賞[62]

### 2023年
- 第60回 ギャラクシー賞 ラジオ部門 DJパーソナリティ賞[63]

## 注記
1. ↑  安住は入社試験の質疑応答で、（試験準備を手伝ってくれた元アナに）「『今年は無理じゃないか』というお話をいただいてきたので、今日は気楽にやらせていただいています」と答え試験官を笑わせた、という[9]。
2. ↑  2021年2月9日（火）、TBSラジオの生放送「爆笑問題カーボーイ」に田中裕二の代理として出演した折に、太田が話を面白くするために、勝手に安住のことを「新入社員時期には既に社長物件」だったと勝手に決め付けたが安住本人は完全否定。安住は、社内で平均的な人間になるのは避けたという。そのために「（電子）メールは見ません。ファックスも見ません。電話も出ません。それから上の人の言うことを聞きません。」という作戦をとったという[34]。
3. ↑  2024年1月7日（日）放送「安住紳一郎の日曜天国」において結婚報告をした際、「自分は共同生活に向いていないタイプ」であると明かし「いわゆるその別居婚と言うんですか、一緒に住んではいないんですよね」「実際会ってるのは週に1回くらい」と述べた。今後同居するかどうかは現時点では未定であるという[36]。